# Jeff Carr
Jeff Carr est un homme politique canadien. Il représente la circonscription de New Maryland—Sunbury à l'Assemblée législative du Nouveau-Brunswick de 2014 à 2024.
Membre du Parti progressiste-conservateur, il est élu à l'Assemblée législative lors de l'élection provinciale de 2014 et réélu en 2018 et en 2020. De 2018 à 2020, il est ministre de l'Environnement et des Gouvernements locaux dans le premier gouvernement Higgs. Deux ans plus tard, il est nommé  ministre des Transports et de l'Infrastructure dans le second gouvernement Higgs.
Le 27 juin 2023, Jeff Carr et Daniel Allain sont exclus du cabinet pour avoir manifesté leur mécontentement face au style de gestion de Blaine Higgs dans la foulée de la révision de la politique 713 sur les droits des élèves LGBTQ+. Ni l'un ni l'autre ne se représente aux élections provinciales de 2024,.

## Biographie
Jeff Carr a grandi à Geary et à Fredericton Junction. Il a étudié à l'Université du Nouveau-Brunswick.
Il possède 20 ans d'expérience en tant que copropriétaire d'une petite entreprise dans les secteurs du camionnage, de l'excavation et de la foresterie.
Jeff Carr est le frère aîné de Jack Carr, qui l'a précédé à l'Assemblée législative du Nouveau-Brunswick en représentant la circonscription provinciale de New Maryland—Sunbury-Ouest, et de Jody Carr, qui a été le député de la circonscription voisine d'Oromocto-Lincoln. Avant devenir député, il a été chef de cabinet de son frère Jody.